# Государственный строй Амбазонии
Государственный строй Амбазонии определён Временной Конституцией, принятой 17 апреля 2018 года решением Временного Правительства. 
Согласно конституции, Амбазония является демократическим, федеративным и правовым государством.

## Основы конституционного строя
Первая статья конституции провозглашает, что Амабзония — федеративное государство во главе Временного Правительства до окончания переходного периода.
Вторая статья конституции устанавливает Амабзонию как демократическое, независимое и правовое государство, действующее согласно основным государственным принципам: народовластии, конституционализме, кооперации народа (репрезентативности) и универсального избирательного, представительного права.
Статьи 6-8 декларируют незыблемость и неприкосновенность основных прав и свобод граждан Амабзонии.
Статьи 23 и 24 провозглашают верховенство международного права на всей территории Амбазонии.

## Форма правления
Согласно первой и второй статьи конституции, Амабазония — демократическое и правовое государство.
Согласно конституции, на территории Амбазонии декларируется разделение ветвей власти, но уже после окончания переходного периода.
Ввиду смешанности исполнительной и законодательной власти, а также их созависимости, можно утверждать о существовании системы смешанной республики.

## Государственная власть

### Исполнительная власть
Исполнительную власть осуществляет Президент Амбазонии, кабинет министров и офис Президента, формирующий Временное правительство Амбазонии.

#### Президент Амбазонии
Главой государства, согласно 9 статье конституции, является Президент Амбазонии.
Президент Амбазонии является гарантом суверенитета, территориальной целостности, соблюдения Конституционных норм и законов. Является представителем от лица народа и государства. В установленном порядке осуществляет исполнение законов и подзаконных актов, а также устанавливает внешнеполитическую и военную стратегию государства.

#### Кабинет министров Амбазонии
Согласно 10 статьи конституции, кабинет министров Амбазонии, вместе с Консультативным и Восстановительным советом, а также Этическим комитетом образуют Временное правительство Амабзонии.
Кабинет министров формируется Президентом Амбазонии.

#### Офис президента Амбазонии
Согласно 19, 20, 21 и 22 статье, офис президента Амбазонии и его управления обладают правом на осуществления некоторых полномочий Президента Амбазонии.

### Законодательная власть

#### Временное Правительство Амбазонии
Временным законодательным органом власти на время переходного периода является Временное правительство Амабзонии.

### Судебная власть
Согласно конституции Амбазонии, существует судебная власть.

### Местное самоуправление
Конституция гарантирует местное самоуправление регионами на базе федеративной системе.

## Политические партии
На территории Амбазонии вместo политических партий действуют организации и движения в связи с отсутствием парламента и выборов на время переходного периода.